# European Air War
European Air War est un jeu vidéo de simulation de vol de combat développé par Third Wire et édité par MicroProse, sorti en 1998 sur Windows.

## Accueil
- Jeuxvideo.com : 17/20[1]